# ラジオザウルス
ラジオザウルスは、岩手放送ラジオ（IBC岩手放送）の月曜日で放送されていた夜の若者向けバラエティ番組。放送期間は1992年4月6日から1994年3月28日まで。

## 概要
1992年4月改編で、それまでIBCラジオの夜の若者向けワイド番組であった『爆発ワイドラジオ新鮮組』『デンデンリクリク大放送』が共に終了、その若者向けワイド番組の後継として開始。本番組についてスタッフは「実験的試み」と証言しているという。
1992年3月まで『デンデンリクリク大放送』のパーソナリティだった菊池幸見、同じく1992年3月まで『爆発ワイドラジオ新鮮組』の水曜日パーソナリティだった播磨谷美貴子、金曜日パーソナリティだった江幡平三郎の3人のアナウンサーを本番組のパーソナリティとしてスタート。前番組『デンデンリクリク大放送』同様、電話リクエスト番組のスタイルをとりながら、多くのコーナーや企画も設けたバラエティ番組の面も持っていた。
1993年10月改編を以て、播磨谷・江幡両アナウンサーが本番組を離れ、菊池一人がメイン出演する内容にリニューアルした。

## 放送時間
- ナイターシーズン中 (4月〜9月) …月曜日 18:25 - 21:30 （1992年度・1993年度共通）
- ナイターオフ期 (10月〜3月) …月曜日 19:30 - 22:20 （1992年度・1993年度共通）

## 主なコーナー
- おはしぞめ[3]
目の前に並んだ5つの料理の食べた順番をリスナーが当てる。『でんでんリクリク大放送』→『デンデンリクリク大放送』より継続のコーナー[1]。
- 青春ドラマ
ラジオドラマコーナー。リスナーから募集して採用された脚本の作品を3人が演じる[1]。1992年当時はジョイスの協賛コーナーで、タイトルが「ジョイス 青春ドラマ」[3]。
- 素浪人・平三郎が行く → 名奉行富山の平さん[3]
江幡平三郎メインのコーナー。リスナーから「来訪希望」のはがきでお呼びがかかれば、学校や公園などどこへでも出動し、そこでリスナーを交えて収録したものを放送[1]。1993年4月頃から後者のタイトルに改題[3]。これは当時放送されていたテレビ時代劇シリーズ『名奉行 遠山の金さん』と、江幡が富山県出身であるのを掛けたもの。
- 花プレゼント
JFTD協賛のコーナーで、『でんでんリクリク大放送』→『デンデンリクリク大放送』より継続のコーナー）[3]。